# Związek Miast i Gmin Morskich
Związek Miast i Gmin Morskich (ZMiGM) – stowarzyszenie zrzeszające samorządy polskich miast i gmin nadbałtyckich w celu wspólnego dążenia do gospodarczego i kulturowego rozwoju regionu; kontynuuje działalność Związku Gospodarczego Miast Morskich, założonego w roku 1946 przez Eugeniusza Kwiatkowskiego.

## Tło historyczne
Starania o optymalne wykorzystanie dostępu do Bałtyku rozpoczęto natychmiast po odzyskaniu niepodległości Polski (1918) po długim okresie zaborów. Granica morska II RP miała zaledwie 71 km (z Mierzeją Helską 147 km), jednak wielu Polaków (m.in. Mariusz Zaruski, Józef Klejnot-Turski, Antoni Aleksandrowicz, Kazimierz Porębski, Julian Rummel, Eugeniusz Kwiatkowski, Witold Bublewski) dostrzegało potrzebę intensywnego działania i zwrócenia uwagi całego narodu na gospodarcze i moralno-polityczne wartości morza. W latach 1918–1939 zbudowano Port Gdynia, zorganizowano Polską Marynarkę Handlową, Marynarkę Wojenną, Szkołę Morską w Tczewie, Oficerską Szkołę Marynarki Wojennej, założono Polsko-Brytyjskie Towarzystwo Okrętowe, przedsiębiorstwo Żegluga Polska, zorganizowano Yacht Klub Polski, Ligę Morską i Rzeczną (później „Liga Morska i Kolonialna”), Polski Związek Żeglarski. 
Po zmianie granic, która nastąpiła po II wojnie światowej, długość polskiej granicy morskiej wynosi 440 km. Eugeniusz Kwiatkowski (w latach 1945–1948 – Delegat Rządu dla Spraw Wybrzeża w Gdańsku) i Witold Bublewski (w latach 1946–1948 – kierownik Działu Zagadnień Wybrzeża Zachodniego w tej Delegaturze) powołali Związek Gospodarczy Miast Morskich, którego celem była koordynacja działań, podejmowanych wzdłuż całego wybrzeża. Zorganizowano pierwszy Zjazd Związku; materiały zjazdowe zostały opracowane przez Witolda Bublewskiego i opublikowane w roku 1947. W wyniku zmian politycznych, które zaszły w Polsce w roku 1948, obaj inicjatorzy utworzenia Związku zostali pozbawieni możliwości kontynuacji tej pracy. 
Zgodnie ze współczesnym podziałem administracyjnym w rejonie wyodrębniono pobrzeża szczecińskie, koszalińskie i gdańskie. 

## Działalność Związku Miast i Gmin Morskich

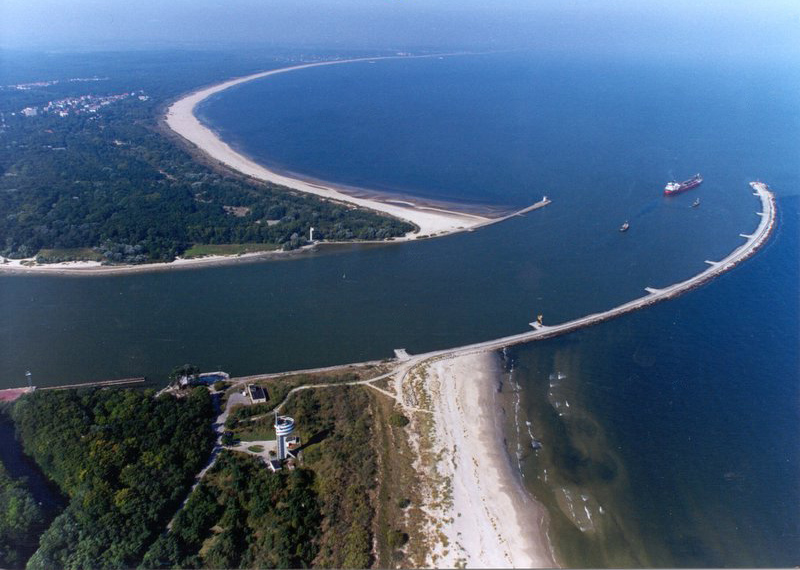
Świnoujście

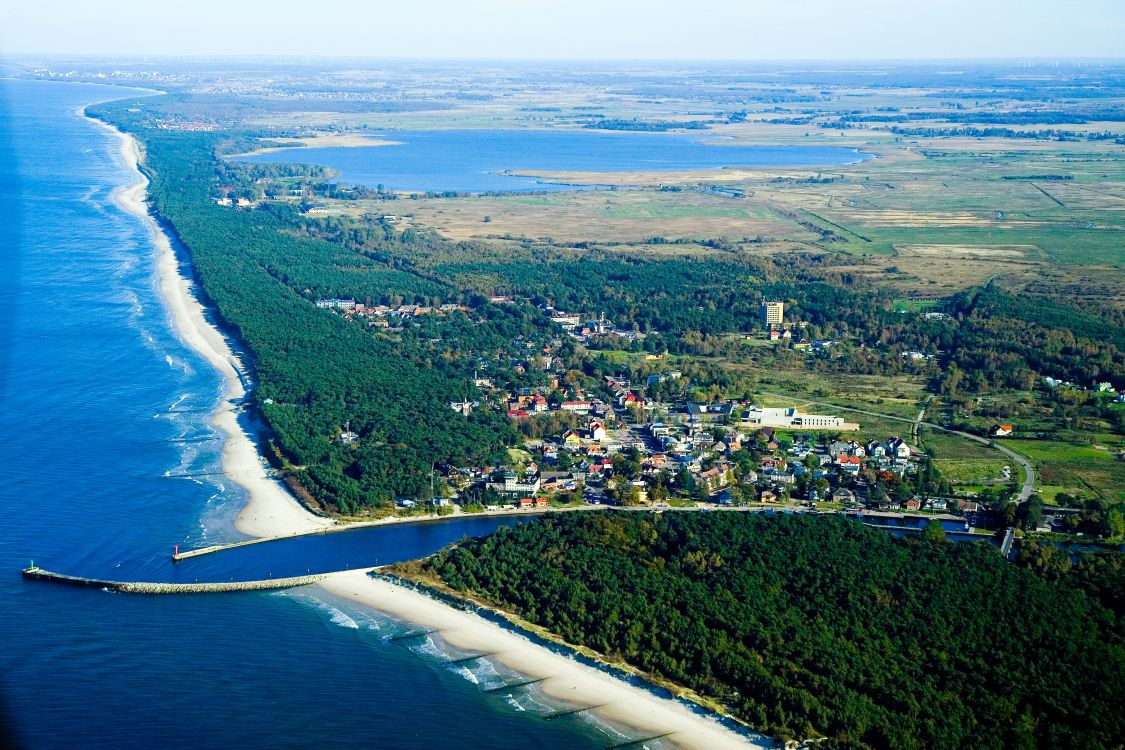
Mrzeżyno

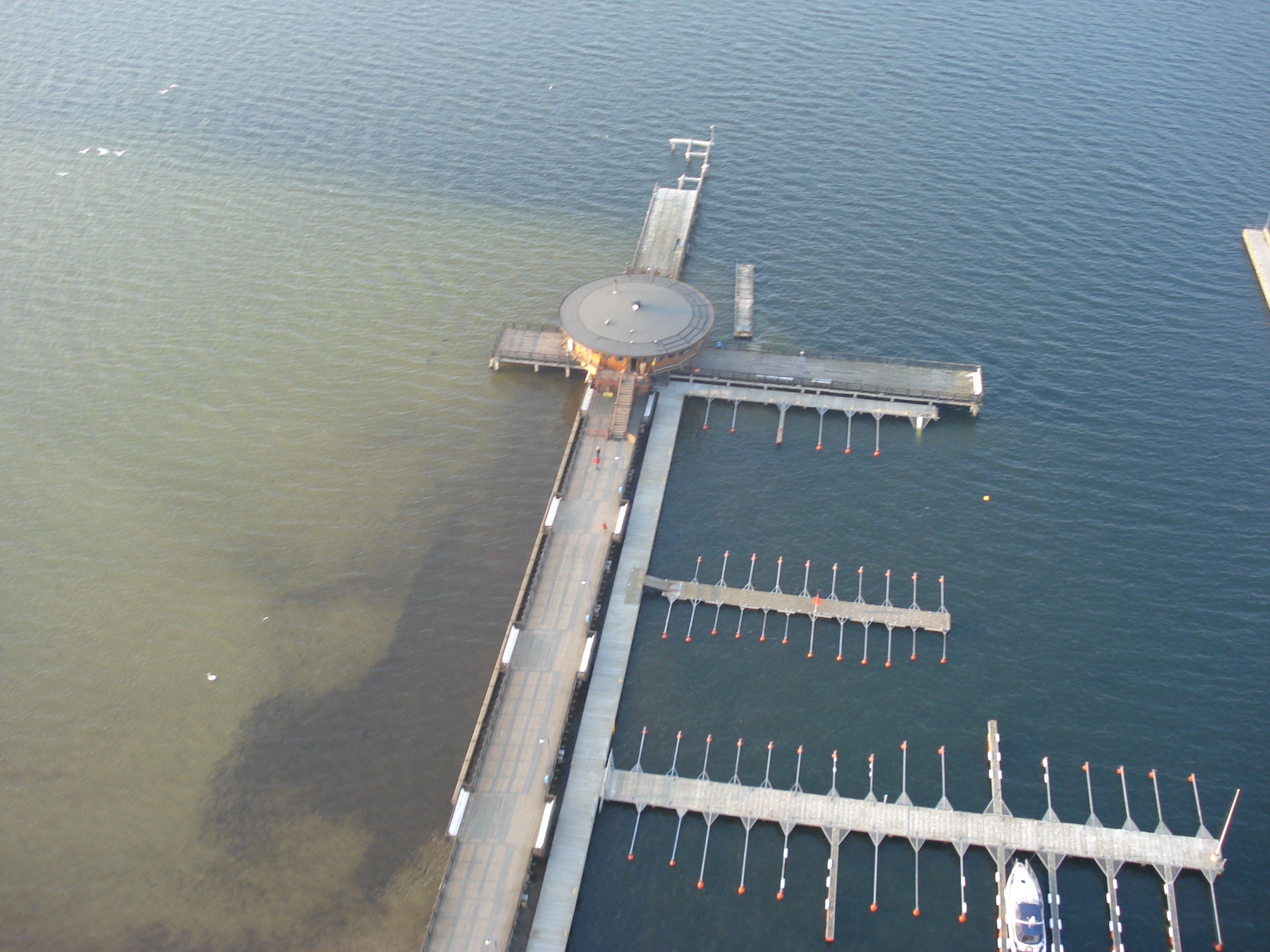
Puck

### Podstawy prawne i ideowe
Stowarzyszenie Związek Miast i Gmin Morskich utworzono w roku 1991 zgodnie z art. 84 ustawy z dnia 8 marca 1990 r. o samorządzie gminnym (Dz.U. z 1990 r. nr 16, poz. 95) oraz ustawą z dnia 7 kwietnia 1989 r. Prawo o stowarzyszeniach (Dz.U. z 1989 r. nr 20, poz. 104). Zostało zarejestrowane w KRS w roku 2001. W roku 2011 odbyło się w Szczecinie XXXIX Walne Zgromadzenie Delegatów Związku, na którym zostało zawarte porozumienie ZMiGM z Ligą Morską i Rzeczną, Stowarzyszeniem na Rzecz Miast i Gmin Nadodrzańskich oraz Związkiem Miast Nadwiślańskich. Uroczyście potwierdzono aktualność idei programu morskiego E. Kwiatkowskiego, których rozwijanie jest deklarowane w statucie ZMiGM.

### Cele i zakres działania stowarzyszenia
Celem stowarzyszenia jest koordynacja rozwoju miast i gmin, należących do wszystkich części polskiego pobrzeża Bałtyku. Rozpatrywane są m.in. korzystne i niekorzystne efekty wejścia w życie nowych ustaw, np. ustawy o portach i przystaniach morskich lub o rybołówstwie bałtyckim. Związek wspiera samorządy gminne w kontaktach z administracją państwową; prezentuje potrzeby gmin wobec ustawodawczych organów państwa, inicjuje krajowe i międzynarodowe projekty finansowane ze źródeł zewnętrznych oraz pilotuje ich realizację. Działania są prowadzone na zasadach ekorozwoju, z poszanowaniem praw samorządów terytorialnych. Zmierzają do gospodarczego i kulturowego rozwoju regionu nadmorskiego, m.in. poprzez rozwój portów i przystani morskich lub działalności gospodarczo-usługowej (przeciwdziałanie bezrobociu, wspieranie przedsiębiorczości). 
Członkowie Związku biorą udział w pracach Federacji Związków i Stowarzyszeń Gmin Polskich. Związek utrzymuje kontakt z organizacjami morskimi i przedstawicielami polskiego środowiska morskiego,  których zaprasza do udziału w dyskusjach i innych imprezach, uczestniczy w konferencjach zagranicznych. 

### Elementy regulaminu
Gminy przystępują do Związku na podstawie uchwały rady gminy. Członków przyjmuje Zarząd Związku, wybierany przez delegatów. Członkowie są zobowiązani do płacenia składek. Związek może również pozyskiwać środki z innych źródeł, np. własnej działalności gospodarczej. Najwyższą władzą Związku, wskazującą kierunek i formy działań, jest Walne Zebranie Delegatów (WZD). Walne Zebrania zwołuje Zarząd co najmniej 2 razy w roku. Liczba głosów przysługujących delegatowi w głosowaniach zależy od liczby mieszkańców gminy, którą reprezentuje. Tryb głosowania określa statut. Zarząd (prezes, wiceprezes i 3 członków) jest wybierany przez WZD na okres kadencji rad gmin. Zarząd uchwala regulamin działania Biura i ustala wynagrodzenia Dyrektora Biura; może powoływać Komisje Problemowe. 

### Organ ZMiGM
Organem ZMiGM jest „Czas morza”, czasopismo ukazujące się nieregularnie, udostępniane on-line na stronie internetowej Związku (redaktor naczelny: Roman Kolicki; ISSN 1425-2430). ZMiGM publikuje też inne druki, w tym materiały informacyjne i reklamowe.

### Nagrody
Związek przyznaje Nagrodę im. Przemysława Smolarka (dyr. Centralnego Muzeum Morskiego w Gdańsku) i Nagrody Dziennikarskie ZMiGM. Na XXI Walnym Zgromadzeniu Delegatów w Szczecinie Nagrodę im. Przemysława Smolarka otrzymał Witold Bublewski.